# Siergiej Riachowski
Siergiej Wasiljewicz Riachowski ros. Сергей Васильевич Ряховский (ur. 29 grudnia 1962 we wsi Sałtykówka, zm. 21 stycznia 2005 w Solikamsku lub 12 listopada 2007 r. w Sosnowce) – rosyjski seryjny morderca zwany Rozpruwaczem z Bałaszychy lub Hipopotamem. W latach 1988–1993 zamordował w mieście Bałaszycha 19 osób – 12 kobiet, 5 mężczyzn i 2 chłopców (wg innych  danych - 18 osób).
Siergiej Riachowski zabijał swoje ofiary, dusząc je linką lub gołymi rękami. Po dokonaniu morderstwa zawsze gwałcił zwłoki ofiary, a następnie brutalnie je okaleczał, posługując się nożem lub śrubokrętem; kilku ofiarom obciął głowy lub kończyny, innym zmasakrował narządy płciowe.
W kwietniu 1993 roku, w lesie w okolicach Bałaszychy, nieopodal miejsca znalezienia kolejnych zwłok ofiary, funkcjonariusze milicji odkryli drewnianą chatę, w której znaleziono pętlę przymocowaną do sufitu. Milicjanci podejrzewali, iż w chacie tej morderca przygotowuje się do dokonania kolejnych morderstw lub nawet morduje w niej ofiary. Milicjanci przygotowali zasadzkę. 13 kwietnia 1993 roku Siergiej Riachowski został zatrzymany w momencie, gdy wchodził do chaty. W czasie aresztowania stawiał milicjantom czynny opór.
W czasie przesłuchania, Siergiej Riachowski szczegółowo opisał, jak zabijał ofiary. Stwierdził również, iż nigdy nie planował kolejnego morderstwa, a zabijał pod wpływem nagłego impulsu nakazującego mu „oczyścić świat z homoseksualistów i prostytutek”. Przyznał jednak, że dwie osoby zabił bez wyraźnego powodu, a cztery po to, by zaspokoić swe seksualne pragnienia.
Biegli psychiatrzy orzekli o tym, że Siergiej Riachowski jest w pełni sprawny psychicznie i może odpowiadać przed sądem za popełnione przez siebie zbrodnie. Stwierdzono również to, że przyczyną nekrofilskich skłonności Siergieja Riachowskiego był uraz w jego ośrodkowym układzie nerwowym. W lipcu 1995 roku Siergiej Riachowski został skazany przez sąd na karę śmierci przez rozstrzelanie, jednak w 1996 roku, w Rosji ogłoszono moratorium na wykonywanie kar śmierci i karę orzeczoną wobec Siergieja Riachowskiego zmieniono na karę dożywotniego pozbawienia wolności.
Leczył się na gruźlicę, która stała się przyczyną jego śmierci. Zmarł 12 listopada 2005 roku w kolonii karnej o zaostrzonym rygorze w Solikamsku, gdzie odbywał zasądzoną karę.